# Eyralpenus scioana
Eyralpenus scioana là một loài bướm đêm thuộc phân họ Arctiinae, họ Erebidae.